# Valles de Palenzuela
Valles de Palenzuela es una localidad y un municipio situados en la provincia de Burgos, en la comunidad autónoma de Castilla y León (España), comarca de Odra-Pisuerga, partido judicial de Burgos.

## Geografía

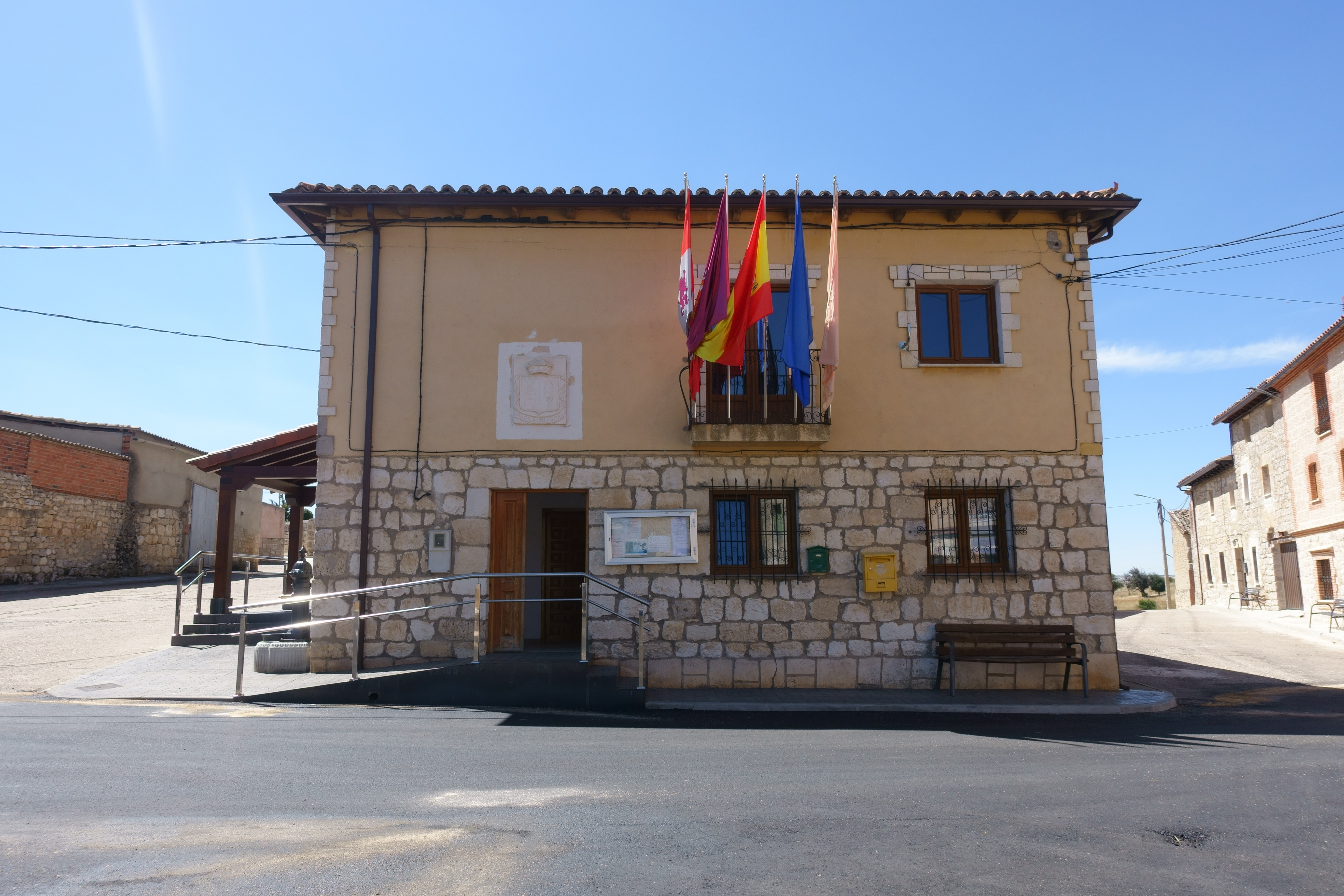
Casa consistorial

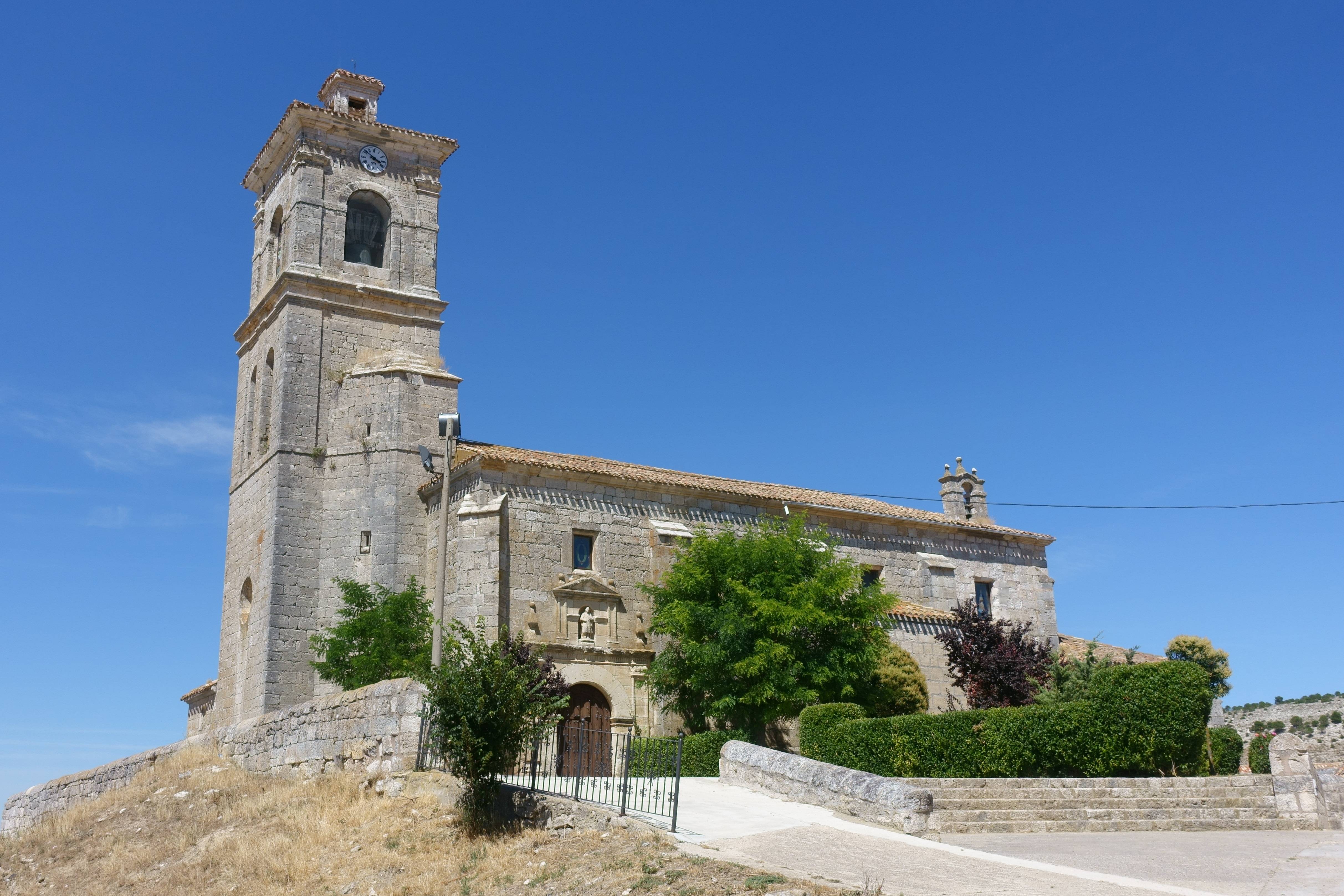
Iglesia de San Esteban Protomártir

Tiene un área de 20,87 km² con una población de 79 habitantes (INE 2020) y una densidad de 3,78 hab/km².

## Demografía
Valles de Palenzuela cuenta con una población de 75 habitantes (INE 2024).
| Gráfica de evolución demográfica de Valles de Palenzuela entre 1842 y 2021 |
| |
| Población de derecho según los censos de población del INE. Población de hecho según los censos de población del INE.En estos censos se denominaba Valles: 1857, 1860, 1877, 1887, 1897, 1900 y 1910. |

| 1991 |  | 1996 |  | 2001 |  | 2004 |
| ---- |  | ---- |  | ---- |  | ---- |
| 110  |  | 114  |  | 106  |  | 103  |

## Historia
Villa que en el Partido de Palenzuela, en la Intendencia de Valladolid, durante el periodo comprendido entre 1785 y 1833, en el Censo de Floridablanca de 1787, jurisdicción de señorío con alcalde ordinario.

## Parroquia
De San Esteban Protomártir, en el arciprestazgo de Amaya, incluye la localidad de Villodrigo.